# Boris Kuhar
Boris Kuhar, slovenski etnolog, * 31. avgust 1929, Maribor, † december 2018.

## Življenjepis
Kuhar je leta 1956 diplomiral na ljubljanski Filozofski fakulteti in prav tam 1965 tudi doktoriral. Od leta 1946 do 1956 je delal kot novinar pri časopisu Slovenski poročevalec, bil nato od 1956 do 1962 urednik na Radioteleviziji Slovenija, od 1962 do 1987 pa ravnatelj Slovenskega etnografskega muzeja v Ljubljani.

## Delo
Kuhar se je kot etnolog ukvarjal s študijem neevropskih kultur, pa tudi s spreminjanjem slovenske vaške kulture, šeg in prehrane. Je avtor več etnoloških razstav doma in v tujini.
Njegova hči Mateja Logar je njegovo zapuščino darovala Slovenskemu etnografskemu muzeju in za to leta 2020 prejela Valvasorjevo častno priznanje.

## Nagrade in priznanja
- Valvasorjeva nagrada za leto 1975 za življenjsko delo